# The Walking Dead (1.ª temporada)
A primeira temporada de The Walking Dead, uma série de televisão pós-apocalíptica de terror produzida pela AMC que estreou nos Estados Unidos em 31 de outubro de 2010 e terminou em 5 de dezembro de 2010, consistindo em 6 episódios. Desenvolvida para a televisão por Frank Darabont, que escreveu ou co-escreveu quatro dos seis episódios da temporada e dirigiu o episódio piloto, "Days Gone Bye", a série é baseada na série homônima de histórias em quadrinhos de Robert Kirkman, Tony Moore e Charlie Adlard. Os produtores executivos são Darabont, Kirkman, David Alpert, Charles H. Eglee e Gale Anne Hurd, com Darabont assumindo o papel de showrunner.
A temporada recebeu críticas muito positivas da crítica. Foi nomeado para o prêmio Globo de Ouro de Melhor Série Dramática na 68ª edição. e recebeu indicações para o 63º Primetime Creative Arts Emmy Awards em várias categorias, ganhando Outstanding Protetic Makeup para uma série, minissérie, filme ou especial. O episódio piloto recebeu 5,35 milhões de telespectadores, e o final atraiu 6 milhões de espectadores, incluindo 4 milhões de telespectadores entre adultos de 18 a 49 anos, tornando-se a série dramática a cabo básica mais vista na época. Com base em sua recepção, AMC renovou a série para uma segunda temporada consistindo em 13 episódios, que estreou em 16 de outubro de 2011.
Esta temporada adapta o material das edições 1–6 da série de quadrinhos e apresenta o notável personagem de quadrinhos Rick Grimes (Andrew Lincoln), que acorda de um coma, após ser baleado, em um mundo pós-apocalíptico cheio de zumbis comedores de carne, apelidado de "walkers". Depois de fazer amizade com Morgan Jones (Lennie James), Rick sai para encontrar sua família e descobrir as origens do vírus zumbi.

## Elenco e personagens

Os personagens principais da primeira temporada incluem (da esquerda para a direita): Amy, Shane, Glenn, Carl, Lori, Rick, Dale, e Andrea

### Elenco principal
A primeira temporada apresenta sete atores recebendo créditos de abertura:
- Andrew Lincoln como Rick Grimes, o protagonista da série e ex-vice-xerife do condado de King, Geórgia, que acorda de um coma no apocalipse. Depois de tomar conhecimento do apocalipse, Rick sai para encontrar sua esposa, Lori, e filho, Carl.
- Jon Bernthal como Shane Walsh, o melhor amigo de Rick desde o colégio e ex-colega, que ajudou a família de Rick a escapar do apocalipse e é o líder do acampamento de Atlanta. Acreditando que Rick estava morto, ele também começou um relacionamento com Lori, levando a complicações quando Rick inesperadamente retorna vivo e bem.
- Sarah Wayne Callies como Lori Grimes, esposa de Rick e mãe de Carl.[6] Lori é uma mulher emocionalmente frágil, mas independente, que começou um relacionamento com Shane por causa de sua tristeza por perder Rick, deixando-a desprevenida e em conflito quando Rick retorna.[7]
- Laurie Holden como Andrea, uma ex-advogada de direitos civis bem-sucedida e irmã de Amy. Andrea tem um temperamento fraco, mas tem um lado compassivo e é muito protetora com sua irmã; ambas compartilham um vínculo estreito com Dale.
- Jeffrey DeMunn como Dale Horvath, um sobrevivente idoso, dono do trailer ao redor do qual os sobreviventes formaram um acampamento. Dale é um homem sábio de moral, que não tem medo de expressar sua opinião e é muito protetor com o bem-estar de todos, fisicamente e emocionalmente. Ele serve como conselheiro de Shane e depois de Rick. Dale também tem uma ligação estreita com Andrea e Amy.
- Steven Yeun como Glenn Rhee, um ex-entregador de pizza, que sabe se virar em Atlanta e muitas vezes embarca em perigosas entregas para o grupo. Glenn é um indivíduo altamente inteligente e engenhoso, embora um pouco arrogante, mas esperançoso, que se preocupa com todos, embora seja facilmente explorado pelos outros membros do grupo; Rick confia nele para abastecer.
- Chandler Riggs como Carl Grimes, filho de Rick e Lori. Ele e sua mãe são levados para Atlanta por Shane após o início do surto.

### Elenco de apoio
- Emma Bell como Amy, a irmã mais nova, infantil e inocente de Andrea; ambas têm uma ligação estreita com Dale. Amy geralmente cuida das crianças do acampamento.
- Norman Reedus como Daryl Dixon, o caçador e irmão mais novo igualmente agressivo e volátil de Merle.[8] Ao contrário de Merle, no entanto, Daryl é muito mais razoável e está disposto a seguir o exemplo do grupo.
- IronE Singleton como Theodore "T-Dog" Douglas, um sobrevivente do grupo de Atlanta. T-Dog é um homem de honra e dever, que sempre tenta fazer o que é certo para as pessoas, mesmo que elas não mereçam ou ele não goste, e fica sobrecarregado quando comete erros e sempre tenta consertar.
- Melissa McBride como Carol Peletier, a melhor amiga de Lori desde o início do surto, mãe de Sophia e a simpática mas falante esposa de Ed.[9]
- Jeryl Prescott Sales como Jacqui, um membro do grupo, que é o único sobrevivente de sua família e ex-funcionário de zoneamento.
- Andrew Rothenberg como Jim, um mecânico e um membro quieto mas perturbado do grupo, que viu sua esposa e filhos mortos e comidos por zumbis.
- Juan Pareja como Morales, outro integrante do grupo, conhece a infraestrutura da cidade e coloca a família em primeiro lugar, além de ser uma pessoa bastante otimista.
- Madison Lintz como Sophia Peletier, a filha tranquila de Carol e Ed e a melhor amiga de Carl.[10]
- Adam Minarovich como Ed Peletier, o marido abusivo de Carol e pai de Sophia.[11] Ele frequentemente tem problemas com Shane e é acusado de também ter abusado de outras mulheres no acampamento.
- Maddie Lomax como Eliza Morales, filha dos citados Morales e Miranda. Ela é a irmã mais velha de Louis.[12]
- Viviana Chavez-Vega como Miranda Morales, esposa dos citados Morales e mãe de Eliza e Louis.[13]
- Noah Lomax como Louis Morales, filho dos citados Morales e Miranda. Ele é o irmão mais novo de Eliza.[14]
- Noah Emmerich como o Dr. Edwin Jenner, um patologista do CCD de Atlanta em busca de qualquer tipo de cura.[15]

### Elenco convidado
- Lennie James como Morgan Jones, pai de Duane, marido de Jenny e o primeiro sobrevivente que Rick encontra.[16][17]
- Michael Rooker como Merle Dixon, ex-militar e traficante de drogas e irmão mais velho racista, volátil e irracional de Daryl, que também é um caçador. Suas tendências voláteis muitas vezes o colocam em conflito com o grupo.
- Jim R. Coleman como Lambert Kendal, um policial que trabalha com Rick e Shane.[18]
- Linds Edwards como Leon Basset, um policial um tanto inexperiente, que trabalha com Rick e Shane.[19][20]
- Keisha Tillis como Jenny Jones, esposa de Morgan e mãe de Duane.[21]
- Adrian Kali Turner como Duane Jones, filho de Morgan e Jenny.[22]
- Noel G. como Felipe, membro da gangue do Guillermo, primo do Miguel e neto da "Abuela".[23]
- Neil Brown Jr. como Guillermo, o líder de um grupo Vatos em Atlanta cuidando de um hospital.[24]
- Anthony Guajardo como Miguel, um adolescente da gangue de Guillermo, primo de Felipe e neto de "Abuela".[25]
- Gina Morelli como "Abuela", avó de Felipe e Miguel.[26]
- James Gonzaba como Jorge, um membro da gangue de Guillermo.[27]

A série apresenta vários atores com quem o desenvolvedor de Walking Dead, Frank Darabont, trabalhou anteriormente, incluindo Laurie Holden, Jeffrey DeMunn, Melissa McBride e Juan Pareja. Todos os quatro apareceram em seu filme de 2007, The Mist, junto com Sam Witwer, que apareceu como um soldado morrendo, e com Thomas Jane, que originalmente estrelaria a série quando ela foi lançada para a HBO. Ele queria ser Rick Grimes. Laurie Holden também apareceu no filme de 2001, The Majestic (ela interpretou Adele Stanton, o interesse amoroso de Jim Carrey), dirigido por Darabont. DeMunn também apareceu em vários filmes de Darabont, além de The Mist e The Majestic: The Shawshank Redemption (1994) e À Espera de um Milagre (1999).

## Episódios
| N.º na série | N.º na temp. | Título                                         | Dirigido por          | Escrito por | Exibição original      | Audiência (milhões) |
| --- | ------------ | ---------------------------------------------- | --------------------- | --- | ---------------------- | ------------------- |
| 1 | 1            | "Days Gone Bye" "(Dias Passados)" (BR)         | Frank Darabont        | Roteiro por : Frank Darabont                                                                                      | 31 de outubro de 2010  | 5.35                |
| O vice-xerife Rick Grimes acorda de um coma em um hospital apenas para descobrir que o mundo foi tomado por zumbis. Ele volta para sua casa para tentar encontrar sua esposa e filho, mas conhece o sobrevivente Morgan Jones e seu filho Duane. Rick decide ir para Atlanta para encontrar sua esposa Lori e seu filho Carl, sem saber que estão seguros com outros sobreviventes, liderados por seu ex-parceiro Shane Walsh. Na cidade, ele encontra hordas de zumbis e fica preso dentro de um tanque de guerra. |              |                                                |                       | |                        |                     |
| 2 | 2            | "Guts" "(Entranhas)" (BR)                      | Michelle McLaren      | Frank Darabont | 7 de novembro de 2010  | 4.71                |
| Rick é emboscado por uma horda de zumbis, mas é resgatado pelo sobrevivente necrófago Glenn Rhee. Eles se encontram com outros sobreviventes, onde têm que deixar Merle Dixon algemado ao telhado para impedi-lo de atrair mais zumbis. Eles são forçados a deixar a bolsa da arma de Rick para trás, bem como abandonar Merle que está desequilibrado enquanto os zumbis os cercam, mas conseguem escapar da cidade.                                                                                               |              |                                                |                       | |                        |                     |
| 3 | 3            | "Tell It to the Frogs" "(Diga aos Sapos)" (BR) | Gwyneth Horder-Payton | História por : Charles H. Eglee & Jack LoGiudice Roteiro por : Charles H. Eglee & Jack LoGiudice e Frank Darabont | 14 de novembro de 2010 | 5.07                |
| Glenn leva Rick para o acampamento dos sobreviventes, onde ele reencontra Lori, Carl e Shane. Rick lidera um grupo, incluindo Glenn, T-Dog e o irmão mais novo de Merle, Daryl, de volta a Atlanta para recuperar suas armas, descobrindo que Merle conseguiu se libertar serrando sua mão. |              |                                                |                       | |                        |                     |
| 4 | 4            | "Vatos"                                        | Johan Renck           | Robert Kirkman | 21 de novembro de 2010 | 4.75                |
| O grupo de Rick briga brevemente com um grupo de sobreviventes latinos que protegem os residentes de uma casa de repouso em Atlanta, que querem as armas de Rick, mas Rick consegue neutralizar a situação pacificamente. Eles voltam ao acampamento tarde demais para impedir uma horda de zumbis de atacar, matando a irmã de Andrea, Amy, e o marido de Carol, Ed. |              |                                                |                       | |                        |                     |
| 5 | 5            | "Wildfire" "(Fogo Selvagem)" (BR)              | Ernest Dickerson      | Glen Mazzara | 28 de novembro de 2010 | 5.56                |
| Enquanto os sobreviventes enterram seus mortos, alguns se separam por conta própria. Rick, contra o julgamento de Shane, leva o resto para as instalações do CCD em Atlanta, que inicialmente parece abandonada e trancada, mas Rick vê sinais de vida e exige a entrada. |              |                                                |                       | |                        |                     |
| 6 | 6            | "TS-19"                                        | Guy Ferland           | Adam Fierro & Frank Darabont                                                                                      | 5 de dezembro de 2010  | 5.97                |
| O Dr. Edwin Jenner, do CCD, dá as boas-vindas aos sobreviventes, permitindo-lhes desfrutar das amenidades do edifício motorizado enquanto explica o que sabe sobre os zumbis. Quando os sobreviventes descobrem que o prédio vai se auto detonar assim que ficar sem energia de reserva, o Dr. Jenner inicialmente os impede de sair. Rick convence Jenner a deixá-los ir, e Jenner sussurra algo para Rick. Eles escapam pouco antes de o prédio explodir, e o grupo sai da cidade.                                |              |                                                |                       | |                        |                     |

## Produção

### Concepção

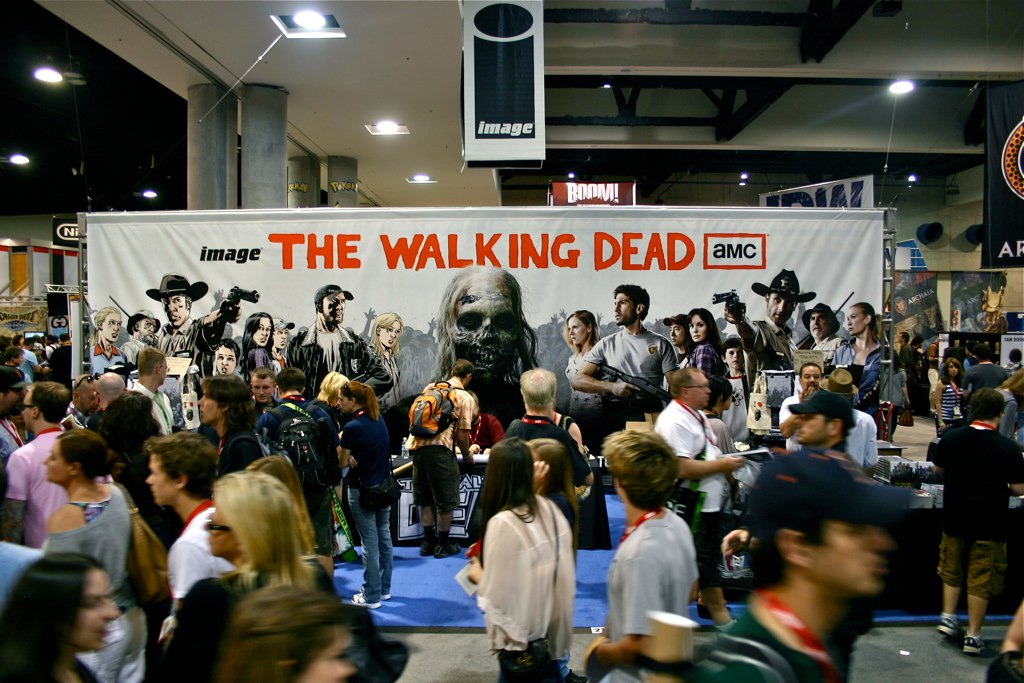
Uma apresentação de The Walking Dead na San Diego Comic-Con em 2010

Robert Kirkman, que criou a série de quadrinhos em 2003, diz que considerou a ideia de uma série de televisão de Walking Dead, mas nunca a perseguiu ativamente. "Eu certamente queria que acontecesse, só porque sabia que seria bom para o livro... Com certeza não sou contra adaptações, como alguns criadores." Quando Frank Darabont se interessou em adaptar as histórias em quadrinhos para a televisão, Kirkman disse que era "extremamente lisonjeiro" e continuou: "Ele definitivamente se preocupa com o material original, e você pode perceber isso na maneira como o está adaptando. É uma validação extrema do trabalho... Nunca em um milhão de anos eu poderia ter pensado que se Walking Dead fosse adaptado, tudo estaria indo tão bem. Acho que tudo isso é por causa de Frank."
O próprio Darabont era fã do gênero zumbi desde que assistiu ao filme de George A. Romero, A Noite dos Mortos-Vivos, de 1968, quando ele tinha quatorze anos. ""A Noite dos Mortos-Vivos" tinha uma vibração estranha que era quase - era como pornografia... Tinha uma atração maravilhosamente atraente e de má reputação... Eu amei imediatamente." Darabont se lembra de ter entrado em uma loja de quadrinhos em Burbank, Califórnia, e visto The Walking Dead na prateleira em 2005. "Sendo que sempre tive "o amor pelo gênero de zumbi", é claro que agarrei, levei para casa e li e imediatamente comecei a buscar os direitos sobre ele. Achei que seria um ótimo programa de TV... Adorei a ideia de uma apresentação dramática estendida, contínua e em série ambientada no apocalipse zumbi." Ele descreveu o processo de desenvolvimento da série e colocá-la em uma rede como "quatro anos de frustração", e credita à produtora executiva Gale Anne Hurd por finalmente conseguir a série na AMC. “Não me lembro o que diabos a levou a ler [o roteiro], mas ela disse: “Uau, eu realmente amo esse piloto que você escreveu. O que você está fazendo com isso?" Eu disse que estava tentando configurar isso há muito tempo... Ela disse: "Acho que a AMC pode ser o lugar para fazer isso." Ela o fez, e então bam! Eles ficaram imediatamente interessados. Eu tive que creditar a Gale, sua visão em casar o material e o comprador."

### Roteiro
O roteiro piloto original de Darabont foi dividido ao meio e embelezado, formando os dois primeiros episódios em vez de um, "...apenas para desacelerar a narrativa e mergulhar nos personagens mais profundamente, para que não se trate apenas de coisas dirigidas por enredo e eventos. Você realmente deseja arrastar esses personagens para a equação." Para escrever os episódios restantes da temporada, Darabont recrutou Charles H. Eglee, Adam Fierro e Glen Mazzara, todos com quem ele trabalhou enquanto dirigia um episódio de The Shield. Jack LoGiudice também se juntou à equipe de roteiristas, junto com Robert Kirkman, também produtor executivo. “Eu tenho o melhor dos dois mundos”, diz Kirkman. "Foi muito divertido escrever o Episódio 104, e espero que se continuar na 2ª temporada, serei capaz de escrever mais episódios."

### Filmagens
A filmagem principal do episódio piloto, "Days Gone Bye", começou em 15 de maio de 2010 com os cinco episódios subsequentes começando a ser filmados algumas semanas depois, em 2 de junho. A primeira temporada foi filmada em Atlanta, Geórgia, onde os episódios foram ambientados principalmente.

## Promoção
O site oficial da série lançou uma história em quadrinhos baseada na primeira edição da história em quadrinhos original e dublado por Phil LaMarr. O site também postou um documentário de making-of principalmente sobre o primeiro episódio, bem como uma série de outros vídeos e entrevistas de bastidores. No documentário, o criador de histórias em quadrinhos e o produtor executivo do programa Robert Kirkman, bem como o artista Charlie Adlard, expressaram que estavam satisfeitos com a fidelidade da série aos quadrinhos e comentaram as semelhanças entre os atores e os desenhos originais dos personagens dos quadrinhos. Várias cenas de "Days Gone Bye" foram exibidas em 23 de julho de 2010 como parte da San Diego Comic-Con International de 2010. Hurd afirmou que "[eles] realmente estão fazendo seis filmes de uma hora", e Darabont insistiu que a série refletiria de perto o desenvolvimento dos quadrinhos. "O caminho é um modelo muito forte. Mas vamos fazer todos os desvios interessantes que temos vontade de fazer. Enquanto estivermos no caminho do que Robert fez, não vejo razão para não o fazer. Se eles tiverem paciência, nós acabaremos alcançando o que Robert está fazendo."
The Walking Dead estreou durante a mesma semana em 120 países. "Days Gone Bye" estreou em Hong Kong na TVB Pearl em 30 de agosto de 2011, enquanto se expandiu nos mercados internacionais durante a primeira semana de novembro. Duas semanas antes de sua estreia oficial nos Estados Unidos, o conteúdo do episódio vazou online. Como parte de uma campanha expansiva para anunciar e aumentar a expectativa pela estreia, as afiliadas da transmissão internacional da AMC e da Fox coordenaram um evento mundial de invasão de zumbis ocorrendo dias antes da estreia do episódio nos Estados Unidos. O evento ocorreu em vinte e seis cidades em todo o mundo, e foram hospedados em locais selecionados, incluindo a Ponte do Brooklyn em Nova Iorque, o Lincoln Memorial em Washington, D.C., o Palácio de Westminster em Londres, a Ponte do Bósforo em Istambul, a Acrópole de Atenas em Atenas e o Museu do Prado em Madrid. Os eventos da campanha começaram em Hong Kong e Taipé e culminaram em Los Angeles.
The Walking Dead foi incluído na capa da edição de dezembro de 2010 da Entertainment Weekly, que apresentava Rick Grimes apontando uma arma para uma horda de zumbis. Segundo o jornalista da revista, "examina o passado, o presente e o futuro" da franquia de televisão; "desde o início humilde da história em quadrinhos, a um caminho improvável para a tela pequena, a um caminho ainda mais improvável como um sucesso de boa-fé." Kirkman ficou em êxtase ao saber da notícia. "Eu tenho que dizer - não beijar a - ou qualquer coisa da sua revista - mas quando eles me ligaram e disseram que Frank [Darabont] queria fazer uma série, eu pensei, 'Sim, eu vou acreditar quando eu ver isto.' E então quando a AMC estava tipo, 'Estamos pegando a série', eu era como, 'Sim, certo, tanto faz.' Quando eles realmente começaram a filmar o piloto, eu pensei, 'Bem, isso é meio real, isso é legal.' Mas quando eles me ligaram e disseram, 'Seu programa está na capa da Entertainment Weekly', acho que foi a primeira vez que fiquei tipo, 'Meu Deus, não posso acreditar que isso está acontecendo comigo!'"

## Recepção

### Resposta da crítica
A primeira temporada de The Walking Dead recebeu críticas positivas da maioria dos críticos. No Metacritic, a temporada tem uma pontuação de 82 em 100, indicando "aclamação universal", com base em 25 críticas. No Rotten Tomatoes, a temporada detém 87% com uma classificação média de 7.35 em 10 com base em 31 avaliações. O consenso crítico do site diz: "Salpicado de sangue, emocionalmente ressonante e intenso, The Walking Dead dá um toque inteligente ao subgênero zumbi superlotado." Após a estreia do episódio piloto, Matt Roush da TV Guide chamou a série de "uma parábola de sobrevivência total e angustiante... visualmente deslumbrante... e ousada em seu uso ardiloso do silêncio." Após o segundo episódio, Simon Abrams da Slant Magazine premiou o programa com três estrelas e meia de um total de quatro possíveis; "Dizer que Darabont começou sua série com um estrondo seria um eufemismo sério... [ele] criou uma realidade alternativa totalmente realizada e é uma coisa emocionante de se experimentar."
Em resposta ao final da temporada, James Poniewozik da revista TIME deu à primeira temporada de The Walking Dead uma crítica brilhante afirmando, "a série tem uma urgência e bravura que a tornam algo especial". Josh Jackson, da revista Paste, também elogiou a temporada ao escrever, "vale a pena se preocupar com os personagens", apesar de "ocasionais monólogos afetados, temperamentos rápidos e estereótipos infelizes". Algumas resenhas foram mistas, incluindo uma de Kofi Outlaw do Screen Rant, que concluiu: "The Walking Dead ainda não se definiu como nada mais do que uma vaga história de sobrevivência sobre a condição humana", mas acrescentou: "você pode ter certeza que eu sou um daqueles Mortos-Vivos que já estão mastigando um pouco para a segunda temporada". Sean McKenna da TV Fanatic também fez críticas mistas, dizendo que a primeira temporada "teve seus altos e baixos", observando que a segunda temporada deveria se concentrar em "um arco de história mais específico e no fortalecimento do desenvolvimento do personagem". Logan Hill, da revista New York, foi mais crítico, alegando que os episódios continham "diálogos atrozes" e "um monte de maquinário de enredo que foi planejado para criar suspense de ação, mas... realmente não mudou a própria história para nenhum lugar em particular",  embora ele admita que o quinto episódio mostrou "lampejos de promessa".
| - 1ª temporada (2010): Porcentagem de avaliações positivas rastreadas pelo site Rotten Tomatoes | |
|                                                                                                 | Esta página contém um gráfico que utiliza a extensão <graph>. A extensão está temporariamente indisponível e será reativada quando possível. Para mais informações, consulte o ticket T334940. |

### Premiações
A primeira temporada de The Walking Dead foi eleita um dos 10 melhores programas de televisão em 2010 pelo American Film Institute. A temporada também foi indicada como Novo Programa de Destaque no 27º TCA Awards e Melhor Nova Série no 63º Prêmio do Writers Guild of America. Também foi indicado para Melhor Série Dramática na 68ª premiação do Globo de Ouro e Melhor Série Dramática no 1st Critics 'Choice Television Awards. Para o 37º Saturn Awards, a temporada recebe seis indicações, vencendo a Melhor Apresentação de Televisão. As indicações foram para Melhor Ator na Televisão (Andrew Lincoln), Melhor Atriz na Televisão (Sarah Wayne Callies), Melhor Ator Coadjuvante na Televisão (Steven Yeun), Melhor Atriz Coadjuvante na Televisão (Laurie Holden) e Melhor Papel de Convidado na Televisão (Noah Emmerich).
O episódio piloto, "Days Gone Bye", recebeu três indicações ao Prêmios Emmy do Primetime para o 63º Primetime Creative Arts Emmy Awards, ganhando Excelente Maquiagem Protética para uma Série, Minissérie, Filme ou Especial, e recebeu indicações para Edição de Som Excepcional para uma Série e Efeitos Visuais Especiais Excepcionais. Frank Darabont foi indicado como Melhor Realização de Diretor em Série Dramática por seu trabalho em "Days Gone Bye".

### Audiência
O piloto recebeu 5,3 milhões de telespectadores, tornando-se o episódio de estreia da série mais assistida de qualquer série de televisão da AMC. O final da primeira temporada recebeu 6 milhões de telespectadores, um recorde da temporada; com 4 milhões de telespectadores no grupo demográfico de 18 a 49 anos, tornando-se a série básica a cabo mais assistida para o grupo demográfico. A primeira temporada teve uma média de 5,24 milhões de espectadores e uma classificação de 2,7 no grupo demográfico de 18 a 49 anos. No Reino Unido, estreou uma semana depois dos Estados Unidos, em 5 de novembro de 2010 no canal digital da Fox. A estreia teve 579 mil espectadores, quase o dobro de qualquer outro programa na Fox naquela semana. A audiência caiu durante a temporada e aumentou para 522 mil no episódio final. A estreia no Channel 5 em 10 de abril de 2011, teve uma média de 1,46 milhão de telespectadores. Com base em suas classificações, a série foi renovada para uma segunda temporada em 8 de novembro de 2010.
| № | Título                 | Exibição original      | Rating/share (18–49) | Audiência (em milhões) |
| - | ---------------------- | ---------------------- | -------------------- | ---------------------- |
| 1 | "Days Gone Bye"        | 31 de outubro de 2010  | 2.7/7                | 5.35                   |
| 2 | "Guts"                 | 7 de novembro de 2010  | 2.5/7                | 4.71                   |
| 3 | "Tell It to the Frogs" | 14 de novembro de 2010 | 2.5/7                | 5.07                   |
| 4 | "Vatos"                | 21 de novembro de 2010 | 2.4/6                | 4.75                   |
| 5 | "Wildfire"             | 28 de novembro de 2010 | 2.8/7                | 5.56                   |
| 6 | "TS-19"                | 5 de dezembro de 2010  | 3.0/8                | 5.97                   |